# DNF (Dandified Yum)

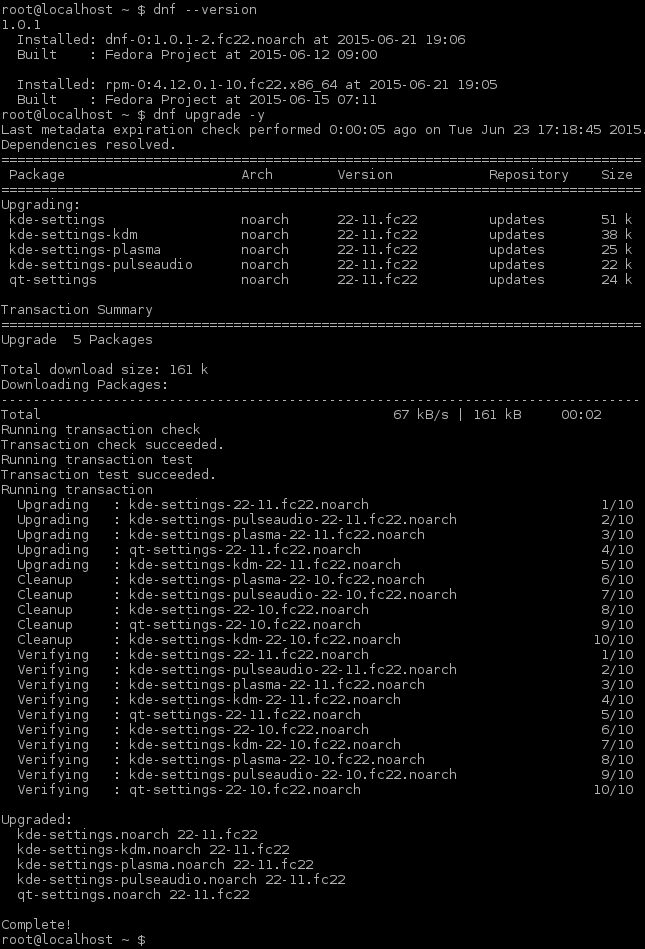
DNF installiert Updates auf Fedora 22 (Linux)

DNF (Dandified Yum) ist ein Paketmanagement-System, das für RPM-basierte Linux-Systeme entwickelt wurde. Mit dem Kommandozeilenprogramm lassen sich RPM-Software-Pakete suchen, installieren und aktualisieren. DNF besitzt eine Plugin-Schnittstelle, um leicht Funktionalität hinzuzufügen. Über seine Modulschnittstelle kann es auch von anderen Python-Programmen genutzt werden.

## Geschichte
DNF entstand 2012 als Fork von YUM3.4 und ist seit Fedora 18 in den Repositories vorhanden. In Fedora 22 wurde der Standard-Paketmanager YUM durch DNF abgelöst.
Der Quelltext soll von Python zu C umgeschrieben werden.

## Vorteile DNF zu YUM
- DNF arbeitet schneller und benötigt weniger RAM
- DNF läuft  im Gegensatz zu YUM sowohl unter Python 2 als auch Python 3.
- Paketabhängigkeiten werden besser aufgelöst

## Befehle
Für manche Befehle benötigt man root-Rechte.

### Paket installieren
```
dnf
 
install
 
<Paket>

```

### Paket suchen
```
dnf
 
search
 
<Suchbegriff>

```

### Pakete aktualisieren
```
dnf
 
upgrade

```